# Reulle-Vergy
Reulle-Vergy település Franciaországban, Côte-d’Or megyében. Lakosainak száma 163 fő (2022. január 1.). Reulle-Vergy Chambœuf, Nuits-Saint-Georges, Curtil-Vergy, L’Étang-Vergy, Chambolle-Musigny, Curley és Ternant községekkel határos.

## Népesség
A település népessége az elmúlt években az alábbi módon változott:
| Lakosok száma | 98   | 84   | 105  | 93   | 132  | 135  | 134  | 150  | 158  | 163  |
|               | 1968 | 1982 | 1990 | 2006 | 2013 | 2015 | 2017 | 2019 | 2020 | 2022 |